# Nationalmuseum (Monrovia)
Das National Museum  in Monrovia ist ein Nationaldenkmal Liberias. Es befindet sich an der Broad Street, in der historischen Altstadt, auf dem Capitol Hill.
Der Grundstock für das National Museum wurde in den 1960er Jahren aus Sammlungen der Universität Monrovia gebildet, dies waren wissenschaftliche Sammlungen zur Botanik, Zoologie und Geologie des Landes, auch technische Apparate und Geräte von wissenschaftlicher Bedeutung. Die Landesgeschichte, Kultur und Kunsthandwerk der indigenen Völker stellten weitere Schwerpunkte der musealen Arbeiten und der Sammlungstätigkeit dar.

## Beschreibung
Das National Museum ist in einem zweistöckigen Gebäude im Kolonialstil untergebracht, dieses diente ursprünglich als Amtssitz der liberianischen Justizbehörde und trägt heute den Namen Old Supreme Court. Im Erdgeschoss befinden sich die Museumsinformation und die wichtigsten Ausstellungsobjekte zur Landesgeschichte, in der Regel Fotokopien und neu beschaffte oder nachgefertigte Objekte (Masken, Werkzeuge, Kultobjekte) sowie Zeugnisse der jüngeren Geschichte. Ein saalartiger Raum im Obergeschoss wird für Bilderausstellungen und Vorträge genutzt.
In unmittelbarer Nähe befinden sich der Centennial Pavilion und das Red Cross Monument.

## Geschichte
Unter dem Präsidenten William S. Tubman wurde das Interesse an der Kultur des Landes seit den späten 1950er Jahren durch verschiedene Projekte gefördert. Tubman veranlasste als erstes Projekt die Gründung eines Kulturzentrums in der Siedlung Kendeja, einem beliebten Ausflugsort, etwa 15 Kilometer nördlich der Hauptstadt Monrovia. Die dort aus allen Landesteilen zusammen getragenen Objekte stellten einen repräsentativen Querschnitt der kulturellen Vielfalt des Landes dar. Für die Touristen und Mitarbeiter ausländischer Unternehmen, die in Tubmans Amtszeit verstärkt in Liberia eintrafen, veranlasste er die Bildung eines Museumsdorfes  in der Ortschaft Besao Village. Dieser Ort war von nationaler Bedeutung, dort befand sich im 19. Jahrhundert die Residenz des König Ngola von Gola, das war jener Stammesfürst, der die ersten Siedler willkommen hieß und auch bereit war, Land an die Siedler zu verkaufen. Bemerkenswert ist auch das in der Hafenstadt Robertsport gegründete Tubman Centre of African Culture, es diente dem Tourismus und vordringlich der Ausbildung von Künstlern und eine internationale Begegnungsstätte.
Da in den 1960er Jahren zahlreiche afrikanische Staaten ihre Unabhängigkeit erhielten, war Tubman häufig auf Auslandsreisen unterwegs. Ihn begleitete bei diesen Reisen stets eine aus ausgewählten Tänzern und Artisten geschaffene Kultur- und Tanzgruppe. Als diplomatische Geste benötigte der Präsident auch repräsentative Antrittsgeschenke und wertvolle Präsente. Eine eigens geschaffene Abteilung für Kultur und Tourismus wurde gebildet und erhielt die Aufgabe, derartige Präsente zu bevorraten. Die nun aus allen Teilen des Landes angekauften, oft auch beschlagnahmten Objekte und Kunstwerke wurden in einem Depot gesammelt, man beschloss die Gründung eines Nationalmuseums, um die nicht benötigten Objekte als touristische Sehenswürdigkeit nutzen zu können. Zunächst wurde ein Gebäude in der Altstadt bezogen, das aber in den 1970er Jahren einem Verkehrsprojekt zum Opfer fiel. Das jetzige Gebäude war in der Gründungszeit Liberias als Oberster Gerichtshof erbaut worden und hatte somit auch einen historischen Bezug zur Landesgeschichte.
Mit dem Machtwechsel 1980 wurde das Museum durch die Putschisten übernommen. Die neue Regierung hatte das Museum zunächst schließen müssen und gab Bauarbeiten als Begründung an. Erst 1987 wurde der „Neubau“ bezogen. Um ein Zeichen zu setzen, entsandte die UNESCO bereits 1982 einen Inspekteur, der den Zustand der liberianischen Museen zu begutachten hatte. Es wurde ein Besuchsbericht angefertigt, der Empfehlungen zur Verbesserung der vorgefundenen Lage gab. Die damalige Direktorin Bardie Urey Wecks und ihr Kurator Owen Moore mussten zahlreiche Versäumnisse und Mängel eingestehen. In den folgenden Jahren des Bürgerkrieges wurde das Museum noch mehrfach überfallen und geplündert.

## Objekte
Zu den interessantesten Ausstellungsobjekten, die aus der ursprünglichen Sammlung erhalten blieben gehört auch ein Tisch – als Präsent an die Republik Liberia übersandt von Queen Viktoria.
In einer Vitrine wird eine historische Nationalfahne gezeigt.
Einige Urkunden und Dokumente blieben dem Museum erhalten oder wurden gespendet.